# Incêndio na fábrica da Triangle Shirtwaist

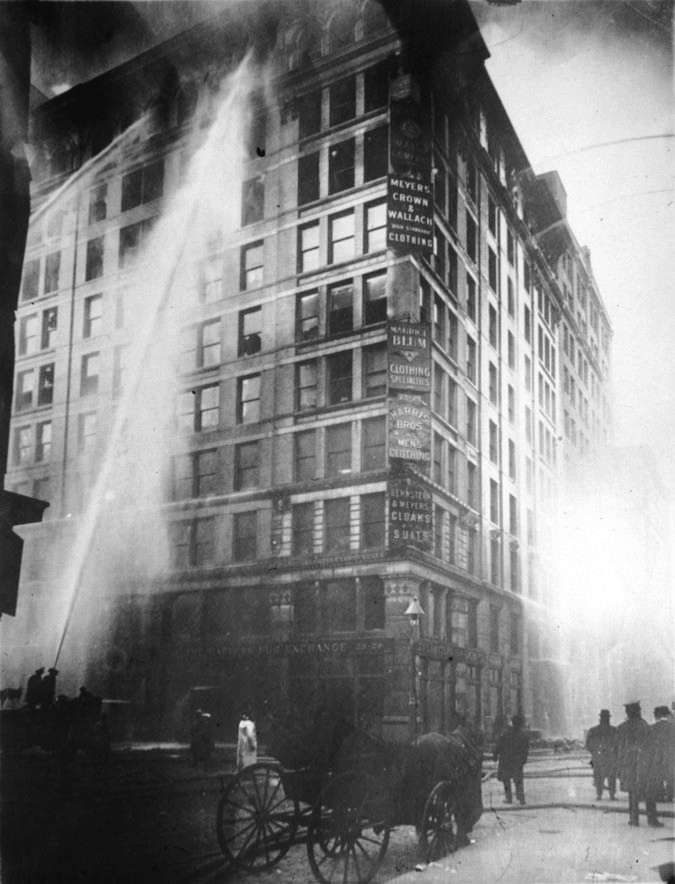
A fábrica da Triangle Shirtwaist, durante o incêndio.

O incêndio na fábrica da Triangle Shirtwaist em Nova York a 25 de Março de 1911 foi um grande desastre industrial que causou a morte de mais de uma centena de pessoas (129 mulheres e 23 homens) que morreram no fogo ou se precipitaram do edifício. Este incêndio iria contribuir para a especificação de critérios rigorosos sobre as condições de segurança no trabalho e para o crescimento dos sindicatos que despontavam como consequência da revolução industrial.
A Triangle Company ocupava os três últimos andares do edifício Asch, de dez andares, que fazia esquina entre as ruas Greene Street e Washington Place, e empregava cerca de 600 trabalhadores, a maioria constituída por mulheres jovens imigrantes que trabalhavam 14 horas por dia, em semanas de trabalho de 60-72 horas, costurando vestuário por modestos salários entre os 6 e os 10 dólares por semana.
(É valido lembrar que os 10 dólares, valeriam hoje 297 dólares)
(</Ref> :fxtop.com/pt/calculadora-de-inflacao.php)
A empresa já se tornara midiática em 1909, com uma grande greve de mulheres costureiras coordenadas pelo histórico sindicato International Ladies' Garment Workers' Union, que tentava negociar um acordo coletivo; a Triangle ter-se-ia recusado a assinar o acordo. International Ladies' Garment Workers' Union era um dos maiores sindicatos dos Estados Unidos e um dos primeiros sindicatos americanos a ter a maioria dos filiados do sexo feminino
As condições da fábrica eram as típicas da época: têxteis inflamáveis guardados em toda a fábrica, fumar era frequente, a iluminação era a gás e não existiam extintores de incêndio. Durante a tarde de 25 de Março de 1911, irrompeu um incêndio. Os operários do décimo e oitavo andares foram notificados e a maioria salvou-se. No entanto, o alerta para o nono andar tardou a chegar.
O nono andar apenas dispunha de duas saídas, ambas fechadas para impedir que as funcionárias saíssem durante o período de trabalho. Uma escadaria já se encontrava cheia de fumaça e chamas quando os operários se deram conta de que o edifício estava a arder. A outra porta estava fechada, ostensivamente para evitar que as operárias roubassem materiais ou fizessem pausas. A única saída de emergência depressa se arruinaria pelo peso das operárias que tentavam escapar. O elevador  parou.
Apercebendo-se que estavam sem saída, e devido ao calor intenso, algumas trabalhadoras lançaram-se das janelas, a uma altura de nove andares. Outras forçaram as portas do elevador, lançando-se pela conduta de ascensão. Poucas sobreviveram a estas quedas. As restantes esperaram até que o fogo as consumisse. Os bombeiros chegaram rápido, embora não houvesse escadas disponíveis que dessem acesso além do sexto andar. Um único sobrevivente foi encontrado, estando próximo do afogamento, perto da conduta de ascensão. O total de mortos foi de 146, sendo que 84 pereceram no incêndio e 62 nas quedas.
O incêndio da Triangle Shirtwaist é, muitas vezes, associado à instituição do Dia Internacional da Mulher. De fato, o Dia Internacional da Mulher já havia sido proposto em 1910, um ano antes do incêndio. Durante a II Conferência Internacional de Mulheres Socialistas, realizada em Copenhague, Dinamarca, Clara Zetkin, militante e intelectual alemã, apresentou uma resolução para que se criasse uma "jornada especial, uma comemoração anual de mulheres".